# Sukon Paku
Sukon Paku is een bestuurslaag in het regentschap Pidie van de provincie Atjeh, Indonesië. Sukon Paku telt 406 inwoners (volkstelling 2010).